# متلازمة الاختلال العضوي المتعدد
متلازمة خلل وظيفة الأعضاء المتعدد (بالإنجليزية: Multiple organ dysfunction syndrome ومختصره MODS)‏ أو فشل الأعضاء المتعدد (بالإنجليزية: multiple organ failure ومختصره MOF)‏ فشل الأعضاء الكلي (بالإنجليزية: total organ failure  ومختصره TOF)‏ فشل الأعضاء متعدد الأجهزة (بالإنجليزية: multisystem organ failure  ومختصره MSOF)‏ هو وجود تغير في وظيفة عضو بحيث لا يمكن حصول استتباب من دون تداخل. عادة ما يصيب هذا المرض جهازين أو أكثر من أجهزة الجسم.
ما يزال كتابي هاريسون وسيسل مصطلح فشل الأعضاء المتعدد في فصول مختلفة لكنهما لا يستعملان مصطلح متلازمة خلل وظيفة الأعضاء المتعدد أبدا، أما إروين ريب فقد حذر من استعمال مصطلحات فشل الأعضاء المتعدد وفشل الأعضاء متعدد الأجهزة.

## الأسباب
عادةً ما يكون المرض ناتجاً من الإصابة بعدوى، أو جرح (الحوادث والجراحات) أو نقص في التروية الدموية أو زيادة في معدل التمثيل الغذائي (الأيض)، أياً كان السبب فهو يقوم بتحفيز ونشوء استجابة التهابية. يعتبر الإنتان الذي تسببه العدوى هو السبب الأول لدى المرضى الخاضعين للجراحات وغيرهم وهو ما قد يقود إلى سوء الحالة وحدوث صدمة إنتانية ومن ثم إلى المتلازمة، ولكن هذا ليس شرطاً، فهناك حالات خالية من العدوى لديها أعراض مشابهة للإنتان يسببها ما يعرف بمتلازمة الاستجابة الالتهابية الجهازية وكلاهما إذا لم يتم التدخل الطبي يؤديان إلى متلازمة الاختلال العضوي المتعدد التي تعتبر أنها المرحلة الأخيرة في السلسلة التالية :
متلازمة الاستجابة الالتهابية الجهازية + عدوى ....> إنتان....>إنتان شديد...> متلازمة الاختلال العضوي المتعدد. 

## الفيزيولوجيا المرضية
لا يوجد حتى الآن تفسير واضح للمتلازمة، لكن ردة فعل الموضعية من العضو والجهازية تباعاً يكون سببها الضرر اللاحق بالنسيج. وعادةً ما نرى فشل تنفسي في أول 72 ساعة من بداية الأعراض، كما أنه من الممكن أن نشاهد فشل في كبدي خلال 5-7 أيام ونزيف في الجهاز الهضمي خلال 10-15 يوم وفشل كلوي خلال 11-17 يوم .

## التشخيص
نظمت الجمعية الأوروبية للطب الحرج ملتقى في عام 1994 ووضعت طريقة لتقييم درجة خلل وظائف الأعضاء في ستة أجهزة في الجسم، تسمى هذه الطريقة تقييم فشل الجهاز ذو الصلة بالإنتان (بالإنجليزية: Sepsis-Related Organ Failure Assessment (SOFA))‏.
وقد اقترحت 4 مراحل سريرية:
- المستوى الأول: زيادة حاجة الجسم من الحجم والقلاء التنفسي المعتدل وقلة البول وفرط سكر الدم وزيادة حاجة الإنسولين.
- المستوى الثاني: يصاب المريض بتسرع التنفس ونقص ثنائي أكسيد الكربون في الدم ونقص تأكسج الدم باللإضافة لفشل الكبد وأمراض دم مختلفة.
- المستوى الثالث: يصاب المريض بصدمة مع تنترج الدم اضطرابات الحمض والقاعدة، وكذلك اضطرابات واضحة في تجلط الدم.
- المستوى الرابع: يعتمد المريض على رافع للتوتر الوعائي ويصاب المريض بقلة البول أو انقطاع البول. قد يحدث نتيجة لذلك التهاب القولون الإقفاري والحماض اللبني.

## العلاج
لا يوجد دواء يعالج فشل عضو، لذلك يقتصر العلاج على العناية الداعمة من خلال العناية بالوظائف التنفسية والدموية. يحتاج المريض إلى كمية كافية من الأوكسجين والتغذية المعوية ودخول وحدة عناية مركزية لتقليل العدوى.

## توقعات سير المرض
تتراوح احتمالية الوفاة من 30٪ إلى 100٪ حيث تنحسر فرص النجاة كل ما زاد عدد الأعضاء المتضررة ولاتزال معدلات الوفاة كما هي منذ عام 1980م 

## تاريخ
الأصل التاريخي لمفهوم متلازمة الإختلال العضوي المتعدد هو كما يلي، حيث كان المرضى يشخصون تجاوزاً على أنهم حالات إنتان أو متلازمة الإنتان ولكن في السنوات الأخيرة أُعيد تعريف هذه المفاهيم فأصبح هناك الإنتان ومتلازمة الاستجابة الالتهابية الجهازية ومتلازمة الاختلال العضوي المتعدد.